# Publi Sesti Capitolí Vaticà
Publi Sesti Capitolí Vaticà (en llatí Publius Sestius Capitolinus Vaticanus) era un magistrat romà que va ser cònsol l'any 452 aC juntament amb Tit Meneni Agripes Lanat. Pertanyia a la gens Sèstia, d'origen patrici, encara que algunes vegades se l'anomenava Sextius. Vaticanus era un sobrenom.
Segons Pescenni Fest va aprovar, amb el suport del seu col·lega, la lex Multaticia. Aquell any van tornar de Grècia els ambaixadors que havien anat a aquest país per informar-se de les lleis i institucions gregues i el 451 aC va ser un dels decemvirs nomenats per redactar el nou codi de lleis. També el menciona Titus Livi.